# Homa Bay
Homa Bay este un oraș din Kenya.